# Chaetona congrua
Chaetona congrua là một loài ruồi trong họ Tachinidae.